# Funvic-São José dos Campos
La Funvic-São José dos Campos è una squadra maschile brasiliana di ciclismo su strada. Dal 2018 è attiva a livello nazionale, mentre in precedenza, dal 2010 al 2017, fu attiva a livello internazionale, prima per sei anni con licenza Continental, e poi per due con licenza Professional Continental.
Legata alla fondazione universitaria Funvic (Fundação Universitária Vida Cristã), ha sede a Pindamonhangaba ed è diretta sin dalla nascita da Benedito Júnior.

## Cronistoria

### Annuario
| Anno | Codice | Nome                                    | Cat.    | Biciclette  | Dirigenza                                                                                  |
| ---- | ------ | --------------------------------------- | ------- | ----------- | ------------------------------------------------------------------------------------------ |
| 2010 | FUN    | Funvic-Pindamonhangaba                  | CT      | ?           | Manager: Ana Paula Castro Dir. sportivi: Benedito Júnior                                   |
| 2011 | FUN    | Funvic-Pindamonhangaba                  | CT      | ?           | Manager: Benedito Júnior Dir. sportivi: Benedito Júnior, Francisco Manzo                   |
| 2012 | FUN    | Funvic-Pindamonhangaba                  | CT      | ?           | Manager: Benedito Júnior Dir. sportivi: Benedito Júnior, Francisco Silva de Andrade        |
| 2013 | FUN    | Funvic Brasilinvest-São José dos Campos | CT      | ?           | Manager: Benedito Júnior Dir. sportivi: Benedito Júnior, Francisco Silva de Andrade        |
| 2014 | FUN    | Funvic Brasilinvest-São José dos Campos | CT      | ?           | Manager: Benedito Júnior Dir. sportivi: Benedito Júnior, Francisco Manzo                   |
| 2015 | FUN    | Funvic-São José dos Campos              | CT      | Soul Cycles | Manager: Benedito Júnior Dir. sportivi: Benedito Júnior, Francisco Manzo                   |
| 2016 | FSC    | Funvic Soul Cycles-Carrefour            | PCT     | Soul Cycles | Manager: Benedito Júnior Dir. sportivi: Benedito Júnior, Francisco Manzo, José Rone        |
| 2017 | SOU    | Soul Brasil Pro Cycling Team            | PCT     | Soul Cycles | Manager: Benedito Júnior Dir. sportivi: Benedito Júnior, Ana Paula Castro, Francisco Manzo |
| 2018 | -      | Funvic-São José dos Campos              | élite 2 | Cannondale  | Dir. sportivi: Benedito Júnior, Francisco Manzo                                            |

### Classifiche UCI
Aggiornato al 31 dicembre 2017.
| Anno | Class.     | Pos. | Migliore cl. individuale |
| ---- | ---------- | ---- | ------------------------ |
| 2010 | America T. | 1º   | Edgardo Simón (13º)      |
| 2011 | America T. | 4º   | Flávio Santos (24º)      |
| 2012 | America T. | 2º   | Magno Nazaret (8º)       |
| 2012 | Europe T.  | 125º | Magno Nazaret (1141º)    |
| 2013 | America T. | 3º   | Alex Diniz (11º)         |
| 2014 | America T. | 3º   | Carlos Manarelli (17º)   |
| 2015 | America T. | 2º   | Daniel Díaz (4º)         |
| 2016 | Africa T.  | 125º | Flávio Santos (219º)     |
| 2016 | America T. | 6º   | Kléber Ramos (59º)       |
| 2016 | Asia T.    | 68º  | Antonio Piedra (200º)    |
| 2016 | Europe T.  | 127º | Antonio Piedra (1343º)   |
| 2017 | America T. | 7º   | Francisco Chamorro (21º) |
| 2017 | Asia T.    | 51º  | Magno Nazaret (125º)     |

## Palmarès
Aggiornato al 31 dicembre 2017.

### Campionati nazionali
- Campionati brasiliani: 6

In linea: 2012 (Otávio Bulgarelli); 2014 (Antonio Prestes); 2016 (Flávio Santos)
Cronometro: 2011, 2015, 2017 (Magno Nazaret)

## Organico 2018
Aggiornato al 10 febbraio 2018.

### Staff tecnico
|  | Naz.               | Ruolo | Sportivo        |  |  |  |
|  | ------------------ | ----- | --------------- |  |  |  |
|  | Brasile (bandiera) | DS    | Benedito Júnior |  |  |  |
|  | Brasile (bandiera) | DS    | Francisco Manzo |  |  |  |

### Rosa
|  | Naz.                 |  | Sportivo           | Anno |  |  |
|  | -------------------- |  | ------------------ | ---- |  |  |
|  | Brasile (bandiera)   |  | Murilo Affonso     | 1991 |  |  |
|  | Brasile (bandiera)   |  | André Almeida      | 1992 |  |  |
|  | Brasile (bandiera)   |  | Luiz Basso         | 1999 |  |  |
|  | Brasile (bandiera)   |  | Lauro Chaman       | 1987 |  |  |
|  | Argentina (bandiera) |  | Francisco Chamorro | 1981 |  |  |
|  | Brasile (bandiera)   |  | Caio Godoy         | 1995 |  |  |
|  | Brasile (bandiera)   |  | André Gohr         | 1996 |  |  |
|  | Brasile (bandiera)   |  | Magno Nazaret      | 1986 |  |  |
|  | Brasile (bandiera)   |  | Flávio Santos      | 1980 |  |  |
|  | Brasile (bandiera)   |  | Gabriel Silva      | 1997 |  |  |
|  | Brasile (bandiera)   |  | Lincoln Silva      | 1997 |  |  |
|  | Brasile (bandiera)   |  | Roberto Silva      | 1983 |  |  |